# Semovente da 105/25
Semovente M42L da 105/25 – włoskie działo samobieżne z okresu II wojny światowej uzbrojone w armatę 105 mm o długości lufy 25 kalibrów. Oryginalnie planowano użycie podwozia czołgu P26/40, ale ostatecznie powstało na nieco poszerzonym podwoziu czołgu M15/42. Z powodu swojej długości i bardzo niskiej sylwetki zostało nazwane przez żołnierzy "jamnikiem" (wł. bassotto). Powstała także wersja dowódcza tego pojazdu - Carro Commando M42 bez głównego działa ale za to z dodatkowym sprzętem radiowym, ta wersja uzbrojona była w tylko w karabin maszynowy 13,2 mm.
Po kapitulacji Włoch zostały przejęte przez armię niemiecką jako Sturmgeschütz M43 mit 105/25 853(i).